# Station Mechelen
Station Mechelen is het belangrijkste spoorwegstation in de stad Mechelen. Dankzij de centrale ligging van Mechelen groeide het station uit tot een spoorwegknooppunt. Spoorlijnen 25 en 27 (Brussel - Antwerpen) en lijn 53 (Leuven - Schellebelle) komen hier samen. Ten westen van het station, in de deelgemeente Hombeek, bevindt zich het beginpunt van spoorlijn 54 (Mechelen - Sint-Niklaas). In 2012 opende de nieuwe spoorlijn 25N (Schaarbeek - Mechelen).
Mechelen wordt bediend door IC- en L-/S-treinen. Er zijn rechtstreekse verbindingen naar onder andere Antwerpen, Brussel, Leuven, Gent, Sint-Niklaas, Hasselt, Brussels Airport-Zaventem, Breda en Amsterdam.
Station Mechelen telt 12 sporen. De hogesnelheidstreinen Thalys en Eurostar rijden door het station zonder er te stoppen.
Met bijna 20.000 reizigers op een werkdag behoort het station tot de top tien van drukste stations in België, zo blijkt uit de reizigerstellingen die de NMBS in 2023 publiceerde.

## Geschiedenis
Op 5 mei 1835 was nabij het station Mechelen de aankomstplaats van de eerste publieke treinrit op het Europese vasteland, van Brussel naar Mechelen. Een station was er op dat ogenblik nog niet en de trein maakte halt vóór de Leuvense vaart bij gebrek aan een brug die pas in april 1836 klaar was voor gebruik. De passagiers werden via een ponton naar de overkant gebracht en dan naar het huidige plein voor het station waar de feestelijkheden werden gehouden. Ook koning Leopold I was aanwezig. Hij zou later incognito opgestapt zijn in Vilvoorde om zijn veiligheid te garanderen. In die tijd bestond er heel wat weerstand tegen dit nieuwe vervoermiddel.

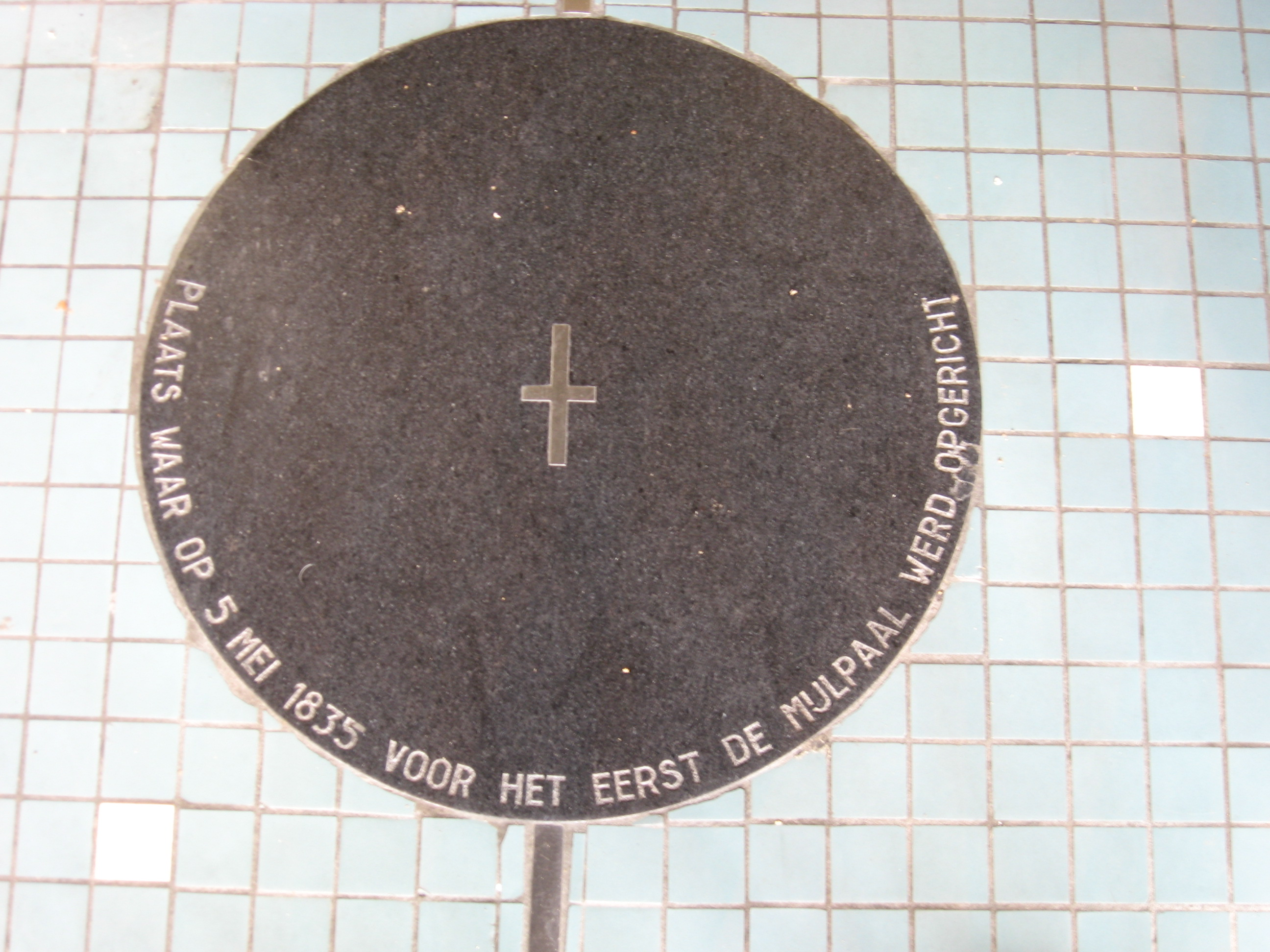
Plaats van de oorspronkelijke nulmijlplaats, vanwaar alle spoorafstanden berekend werden. Dit punt bevindt zich net naast de lokettenhal.

Mechelen werd gekozen als centrum van het nieuw te bouwen spoorwegennet. Spoorlijnen vertrokken in alle windrichtingen: zuidwaarts naar Brussel en Frankrijk, noordwaarts naar Antwerpen, westwaarts naar Dendermonde, Gent, Brugge en Oostende, en oostwaarts naar Leuven, Luik en Verviers.
Hiervan is de werkplaats in de wijk Arsenaal (richting Leuven) nog een levende getuige.

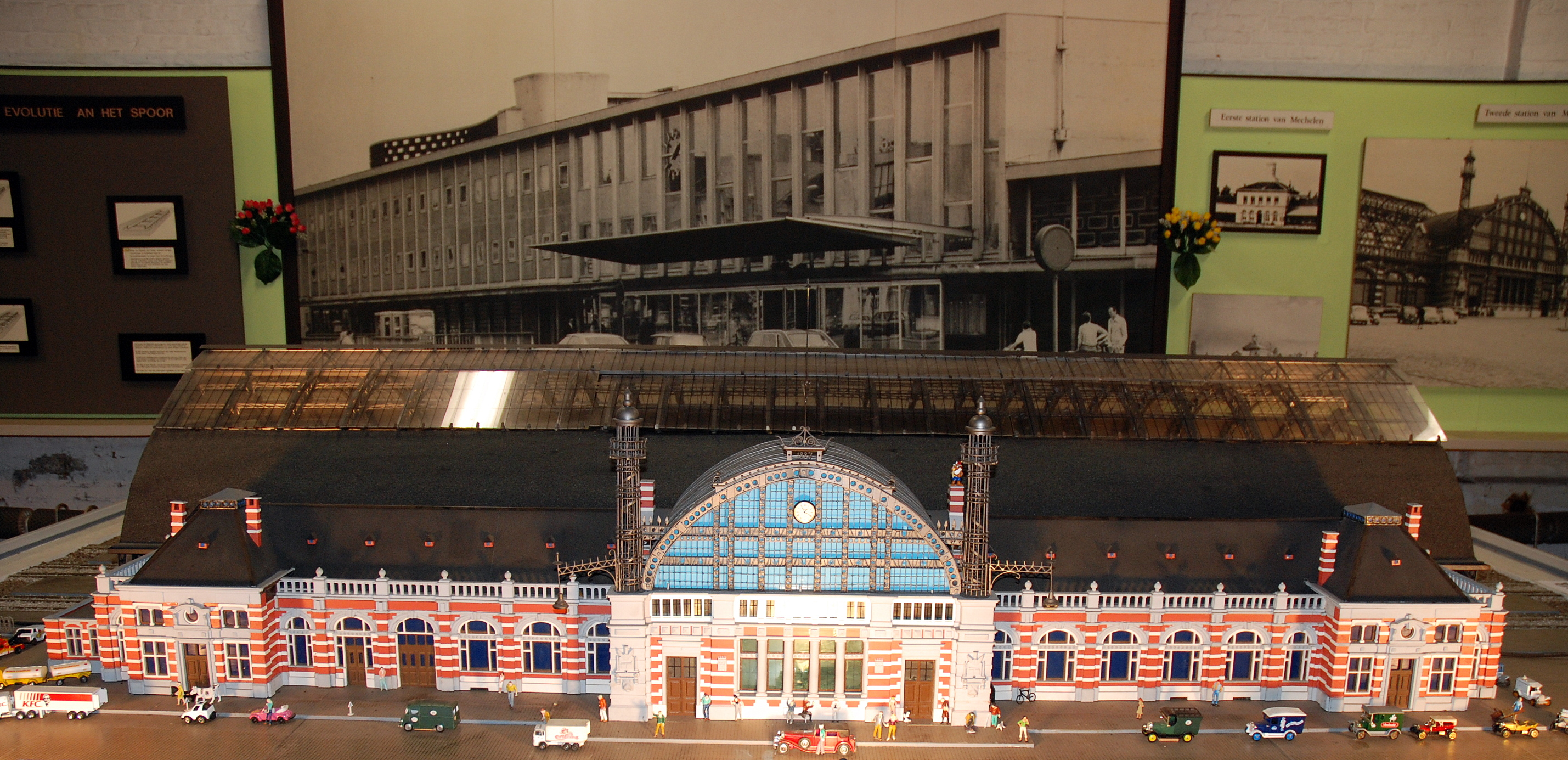
Maquette van het spoorwegstation van 1888 in het Spoorwegmuseum De Mijlpaal

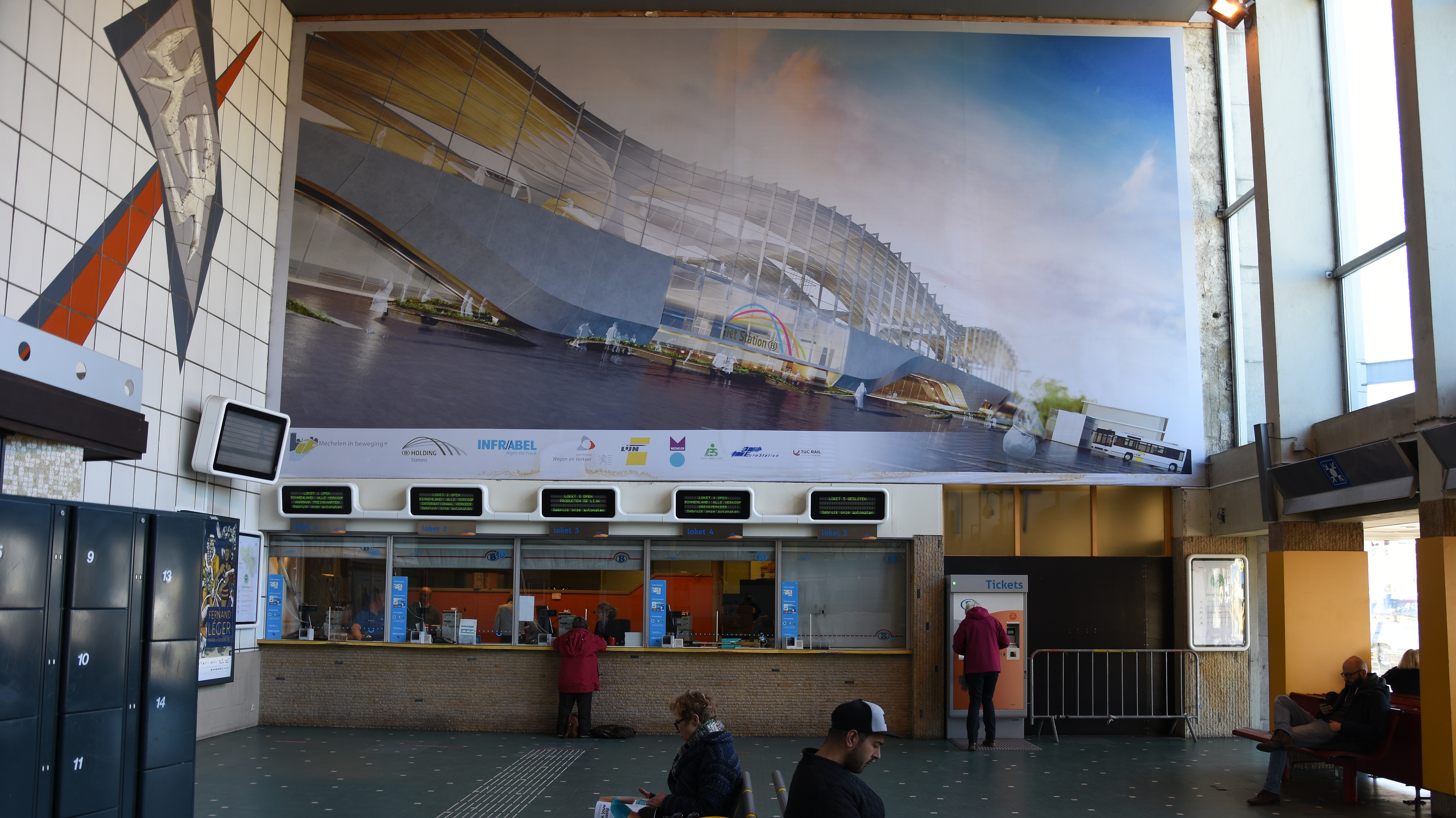
De lokettenzaal met een afbeelding van het nieuwe station (foto maart 2018)

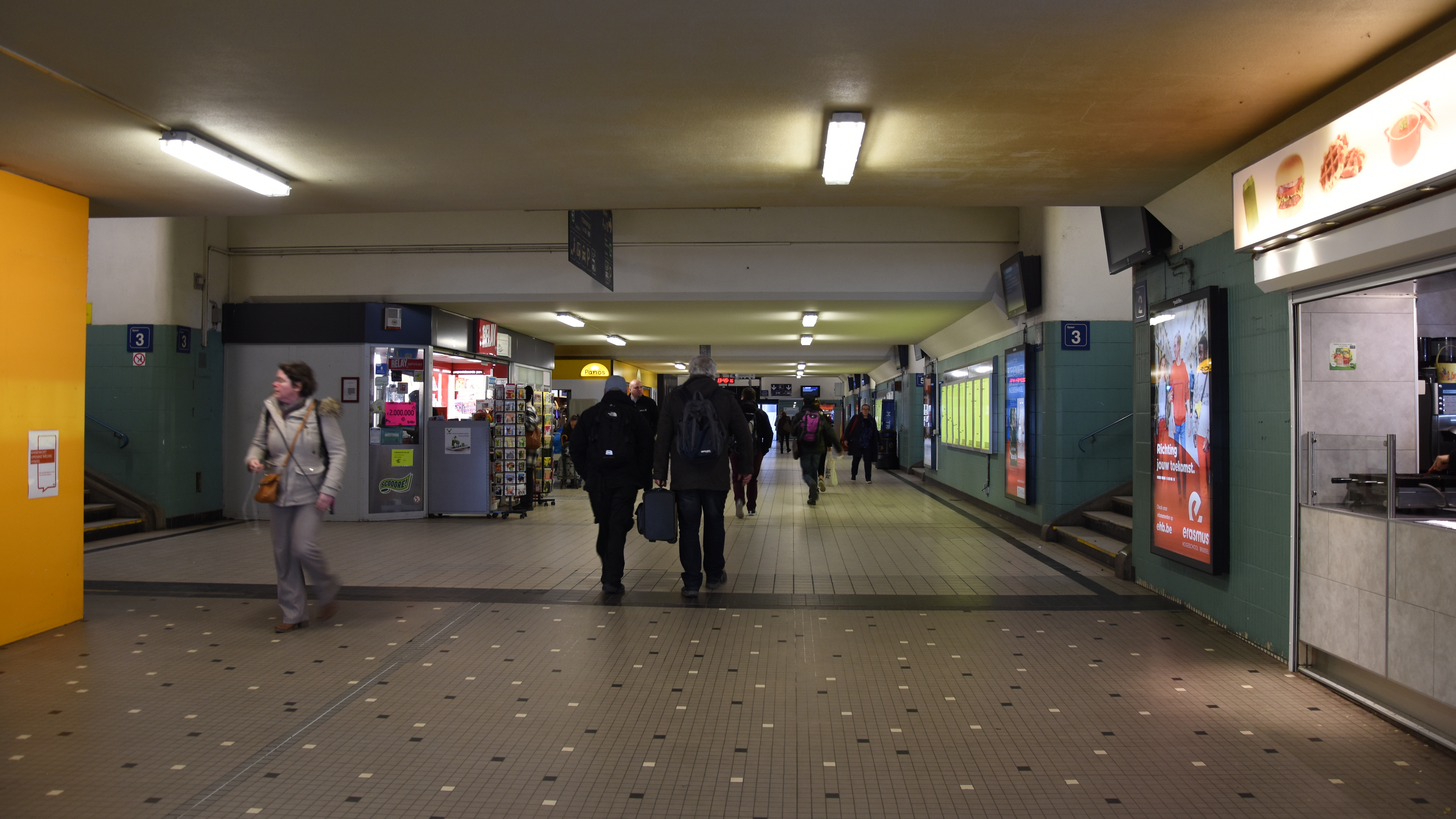
De centrale gang van het station (foto maart 2018)

Het tweede station (het eerste was een eenvoudig gebouw) was een van de typische boogvormige stations zoals die in vele steden werden opgericht. De hal was groter dan die van het huidige centraal station van Antwerpen. De grondwerken vingen aan op 22 november 1885 en het station werd op 15 mei 1888 ingehuldigd. Vervolgens werd het eerste station afgebroken.
In Mechelen bevindt zich ook de Kazerne Dossin, waar tijdens de Holocaust, vanaf juli 1942, de Joden in België werden gedeporteerd naar Auschwitz.
Het tweede station werd afgebroken in 1958-1960 op initiatief van de toenmalige burgemeester Antoon Spinoy. Deze had inspiratie opgedaan op Expo 58, de wereldtentoonstelling van 1958, en het gebouw werd vervangen door een voor die tijd moderne constructie, ontworpen door architect Van Meerbeeck. De stijl is puur functioneel: de gevel is gemoduleerd volgens een monotoon raster, de materialen een combinatie van gordijngevels en zichtbaar beton. Het station van Hasselt en de oude stations van Luik-Guillemins en Bergen werden in dezelfde stijl gebouwd.

## Huidig station

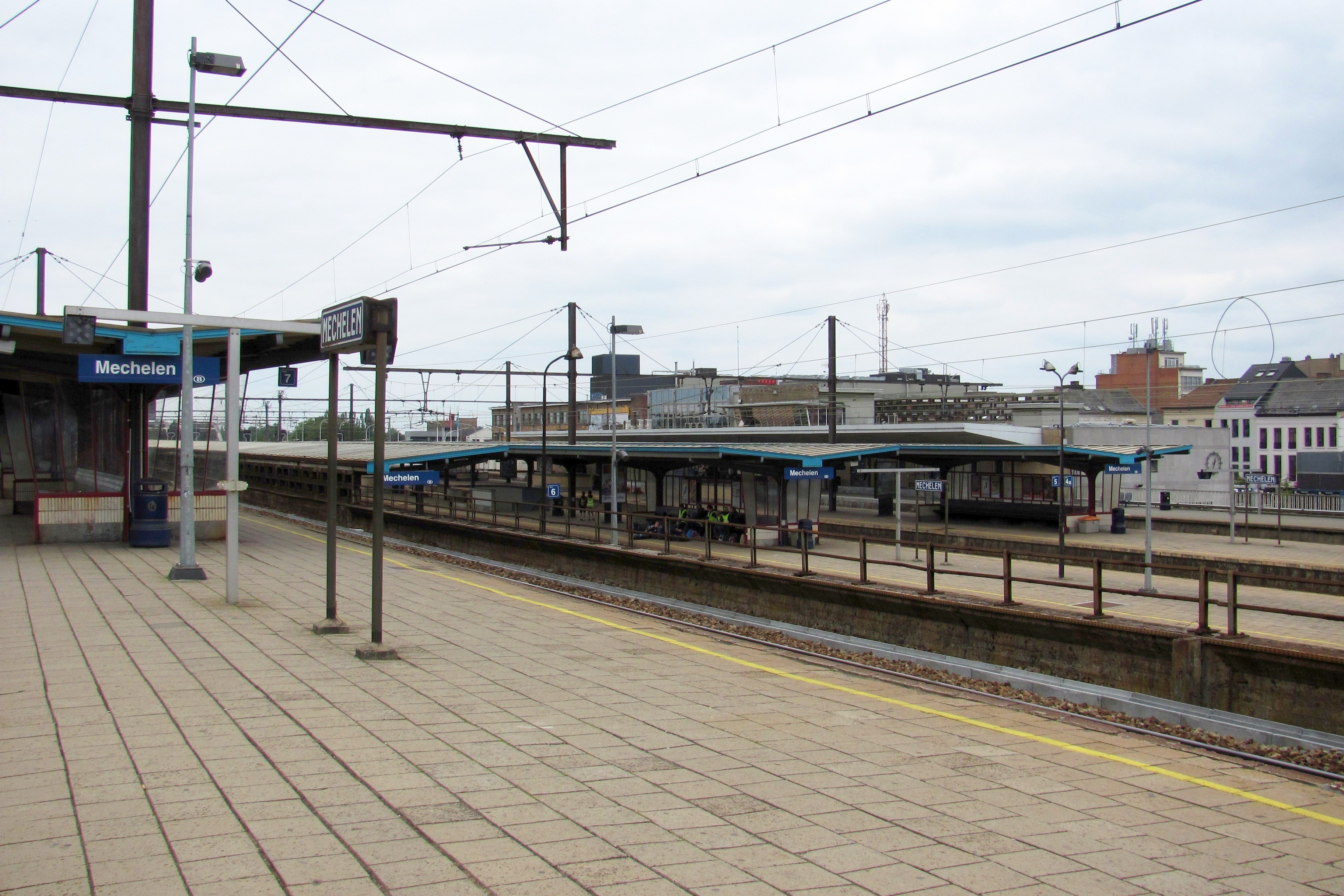
Spoorlijn 25 ligt enkele meters hoger dan de overige perrons

De tien perrons in het huidig station liggen niet alle op hetzelfde niveau. De vier oostelijke perrons liggen enkele meters hoger dan de andere. Dit komt doordat de hoofdlijn Brussel-Antwerpen (lijn 25) als eerste werd verhoogd waardoor hij lijn 53 bovengronds kon kruisen.
In 2012 is, als onderdeel van het Diabolo-project, een spoorlijn voltooid tussen Schaarbeek en Mechelen (spoorlijn 25N) in de brede middenberm van de E19 met een aftakking naar Brussels Airport-Zaventem. Voor de uitbating van deze spoorlijn is in het station de aanleg van twee extra perronsporen gepland.

## Mechelen in Beweging

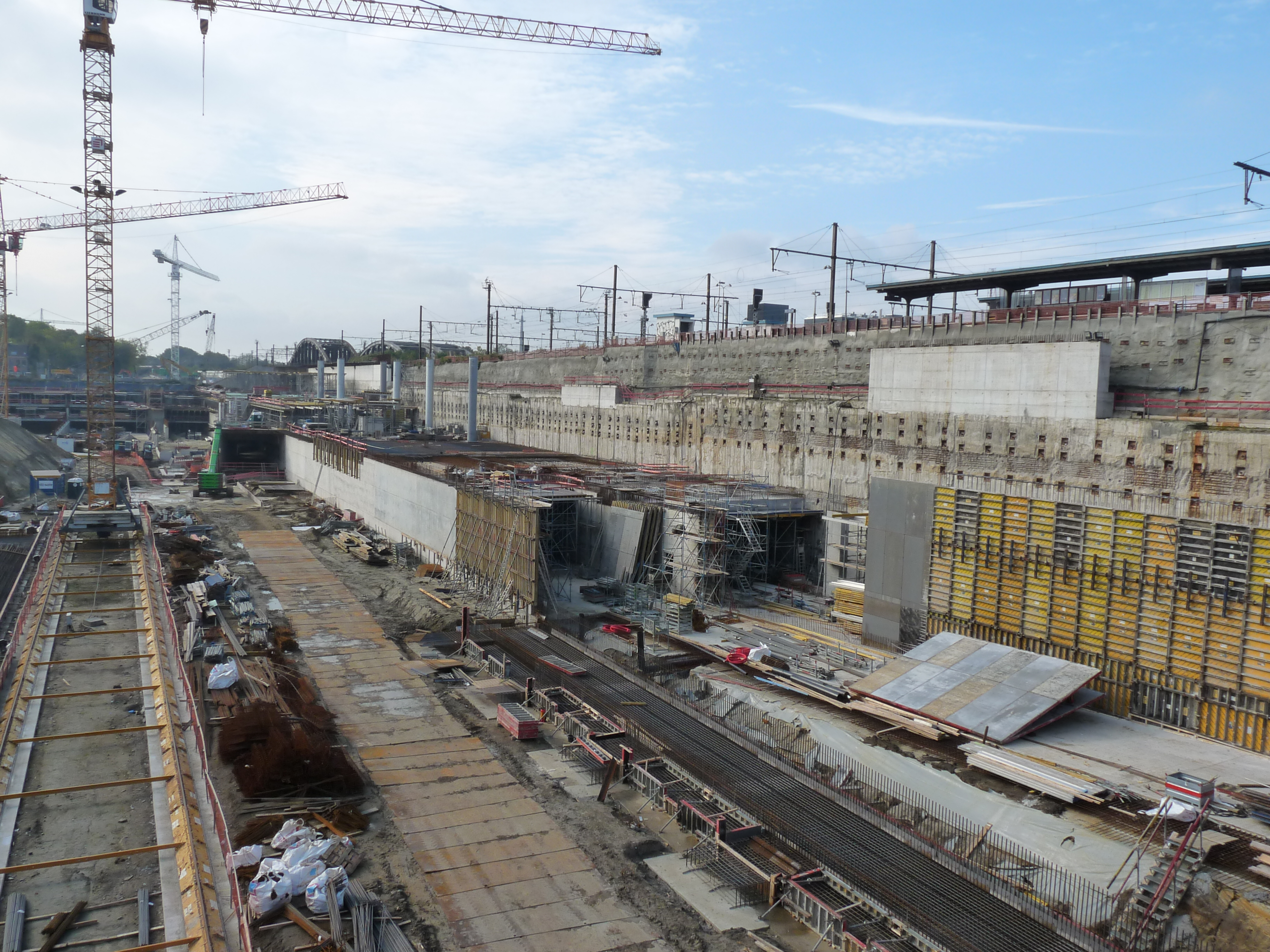
De bouw van de nieuwe parking, autotunnel en spoorviaduct aan de oostzijde waar de vroegere parkeerplaats was (foto oktober 2015)

Op 9 mei 2008 tekenden het Agentschap Wegen en Verkeer, NMBS, Infrabel, de stad Mechelen en De Lijn een samenwerkingsovereenkomst voor het project "Mechelen in Beweging", dat het station van Mechelen en zijn omgeving volledig zal vernieuwen. Het project omvat een grote ondergrondse parkeerplaats met 2000 plaatsen en een tangent om het doorgaand verkeer vlot ondergronds te laten doorstromen. Het bestaande station zal worden afgebroken om een nieuw te bouwen op de huidige parkeerplaats achter het station. De kostprijs hiervoor wordt geschat op zo'n 420 miljoen euro wat dit project het duurste ooit zou maken in Mechelen. De overkapping van het station is een ontwerp van architect Salvatore Bono.
In 2013 gingen de werken van start. In 2017 werd de ruwbouw van de tangent en de parking voltooid, waarna op 1 september 2018 de parking openging.
Vanaf januari 2018 tot in 2019 zijn de sporen van de bypass (spoorlijn 25N) aangelegd. Deze bypass maakt een snelheid van 160km/u in plaats van 100km/u mogelijk, in het kader van het hogesnelheidsnet. Op 16 december 2020 opende de nieuwe spoorlijn (bypass) en perrons 11 en 12.
In 2019 werd gestart met de afwerking van de tangent en de ingrijpendere werken aan het station. In het voorjaar van 2019 werd begonnen met het plaatsen van de eerste luifels over de nieuwe sporen (11-12). De plannen werden in april-juni 2019 met roadshows aan buurtbewoners voorgesteld. Tegen de zomer 2019 komt er een tijdelijk stationsgebouw op het Koning Albertplein. Op 5 maart 2020 werd het tijdelijk stationsgebouw in gebruik genomen en gingen de loketten in het oude stationsgebouw dicht. In januari 2021 startte de afbraak van het oud station maar dit lag al snel stil. Van januari tot april 2022 werd het stationsgebouw volledig afgebroken.
In 2022 werd begonnen met de bouw van perron 1. Op 4 november 2024 werd het nieuwe perron 1 in gebruik genomen (met de gevel aan de stadskant), de opening van perron 2 volgt half december 2024.
Begin 2025 start de volgende bouwfase, weer vanaf de andere zijde: dan zijn perrons 8, 9 en 10 aan de beurt.
De verdere planning en timing is als volgt:
- 2025: Start bouw brug voor openbaar vervoer en gedeeltelijke afbraak Postzegelbrug.
- 2026: Openbare vervoersbrug klaar, start bouw beweegbare brug.
- 2028: Bovenbouw station en beweegbare brug klaar, start busstation.
- 2030: Onderbouw station en busstation klaar, definitieve heraanleg omliggende pleinen.

### Tangent
De Tangent is een nieuwe weg tussen N1 en N15 (Douaneplein).

## Treindienst
| Serie       | Treinsoort                    | Route | Bijzonderheden |
| ----------- | ----------------------------- | --- | --- |
| IC 05       | Intercity (NMBS)              | Charleroi-Centraal – Brussel-Zuid – Mechelen – Antwerpen-Centraal – Antwerpen-Luchtbal                                                                   | Rijdt alleen op werkdagen. |
| IC 07       | Intercity (NMBS)              | Charleroi-Centraal – Brussel-Zuid – Mechelen – Antwerpen-Centraal – Essen                                                                                | Rijdt alleen op werkdagen. |
| IC 08       | Intercity (NMBS)              | Antwerpen-Centraal – Mechelen – Brussels Airport-Zaventem – Hasselt                                                                                      | |
| IC 11       | Intercity (NMBS)              | Binche – La Louvière-Centrum – Brussel-Zuid – Schaarbeek [ – Mechelen – Turnhout ]                                                                       | Rijdt in het weekend tussen Binche en Schaarbeek. |
| IC 21       | Intercity (NMBS)              | Gent-Sint-Pieters – Mechelen – Leuven | Rijdt in het weekend Mechelen - Leuven. |
| IC 22       | Intercity (NMBS)              | Brussel-Zuid – Mechelen – Antwerpen-Centraal | |
| IC 31       | Intercity (NMBS)              | [ Charleroi-Centraal – ] Brussel-Zuid – Mechelen – Antwerpen-Centraal                                                                                    | In het weekend vanaf Charleroi-Centraal. |
| 9200 IC 35  | EuroCity, Beneluxtrein (NMBS) | Rotterdam Centraal – Breda – Noorderkempen – Antwerpen-Centraal – Mechelen – Brussels Airport-Zaventem – Brussel-Noord – Brussel-Centraal – Brussel-Zuid | Via HSL Schiphol - Antwerpen. |
| L 550       | L-trein (NMBS)                | Mechelen – Dendermonde – Gent-Sint-Pieters – Brugge – [ Zeebrugge-Strand ] / [ Zeebrugge-Dorp ]                                                          | Rijdt in het weekend tussen Zeebrugge-Strand - Gent-Sint-Pieters. Rijdt enkel in juli en augustus in de week tussen Zeebrugge-Strand - Mechelen.                |
| L 850       | L-trein (NMBS)                | Mechelen – Dendermonde – Gent-Sint-Pieters – Kortrijk | Rijdt alleen in het weekend. |
| L 2750      | L-trein (NMBS)                | Leuven – Mechelen – Sint-Niklaas | Rijdt in het weekend enkel tussen Mechelen en Sint-Niklaas. |
| S 1         | S-trein Brussel (NMBS)        | Charleroi-Centraal – /Nijvel – Brussel-Zuid – Mechelen – Antwerpen-Centraal                                                                              | Op zondag een deel Brussel-Noord - Nijvel en een deel Brussel-Zuid - Antwerpen-Centraal. Tijdens de week eerste en laatste ritten van/naar Charleroi-Centraal.  |
| S 4         | S-trein Brussel (NMBS)        | Aalst – Brussel-Schuman – Mechelen | Rijdt alleen op werkdagen. |
| S 5         | S-trein Brussel (NMBS)        | [ Geraardsbergen – ] Edingen – Halle – Brussel-Schuman – Vilvoorde – Mechelen                                                                            | Rijdt in de spits van/naar Geraardsbergen. Rijdt in het weekend tussen Halle en Mechelen. Rijdt tijdens de vakantieperiode 1x/u enkel tussen Halle en Mechelen. |
| P 7090/8090 | Piekuurtrein (NMBS)           | [ Sint-Niklaas – ] / [ Dendermonde – ] Mechelen – Leuven                                                                                                 | Rijdt alleen op werkdagen. Een trein van Dendermonde naar Gent-Sint-Pieters.                                                                                    |
| P 7205/8205 | Piekuurtrein (NMBS)           | Mol – Mechelen – Brussel-Zuid | Rijdt alleen op werkdagen. |
| P 7390/8390 | Piekuurtrein (NMBS)           | [ Sint-Niklaas – ] / [ Dendermonde – ] Mechelen – Leuven                                                                                                 | Rijdt alleen op werkdagen. |
| P 8890      | Piekuurtrein (NMBS)           | Poperinge – Ieper – Kortrijk – Gent-Sint-Pieters – Mechelen – Leuven – Sint-Joris-Weert                                                                  | Een trein op zondagavond. |
| ICT 6710    | Toeristentrein (NMBS)         | [ Neerpelt – ] / [ Turnhout – ] Herentals – Mechelen – Gent-Sint-Pieters – Brugge – Blankenberge                                                         | Rijdt in juli en augustus. |

## Galerij

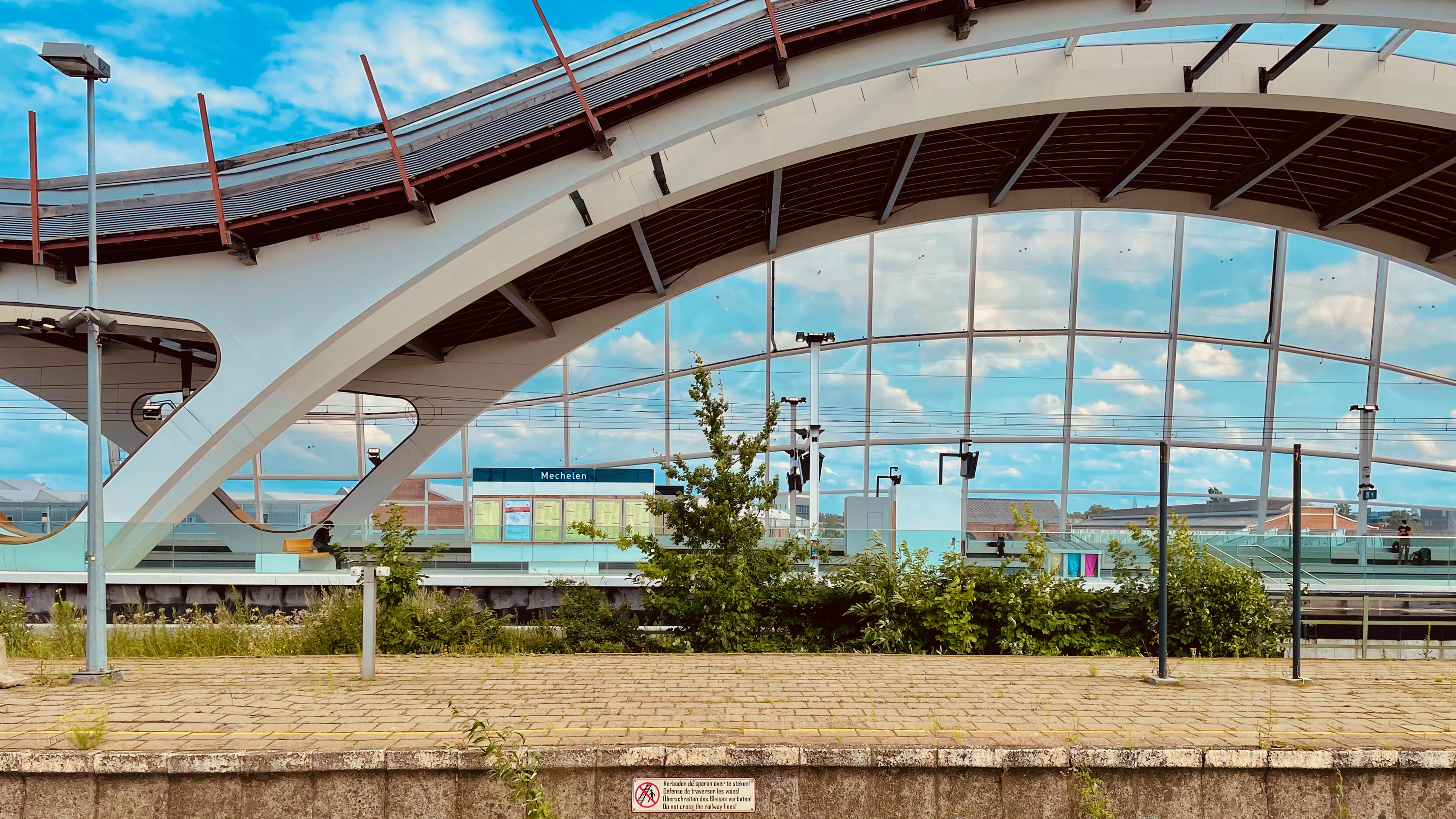
Gezicht op de nieuwe overkapping
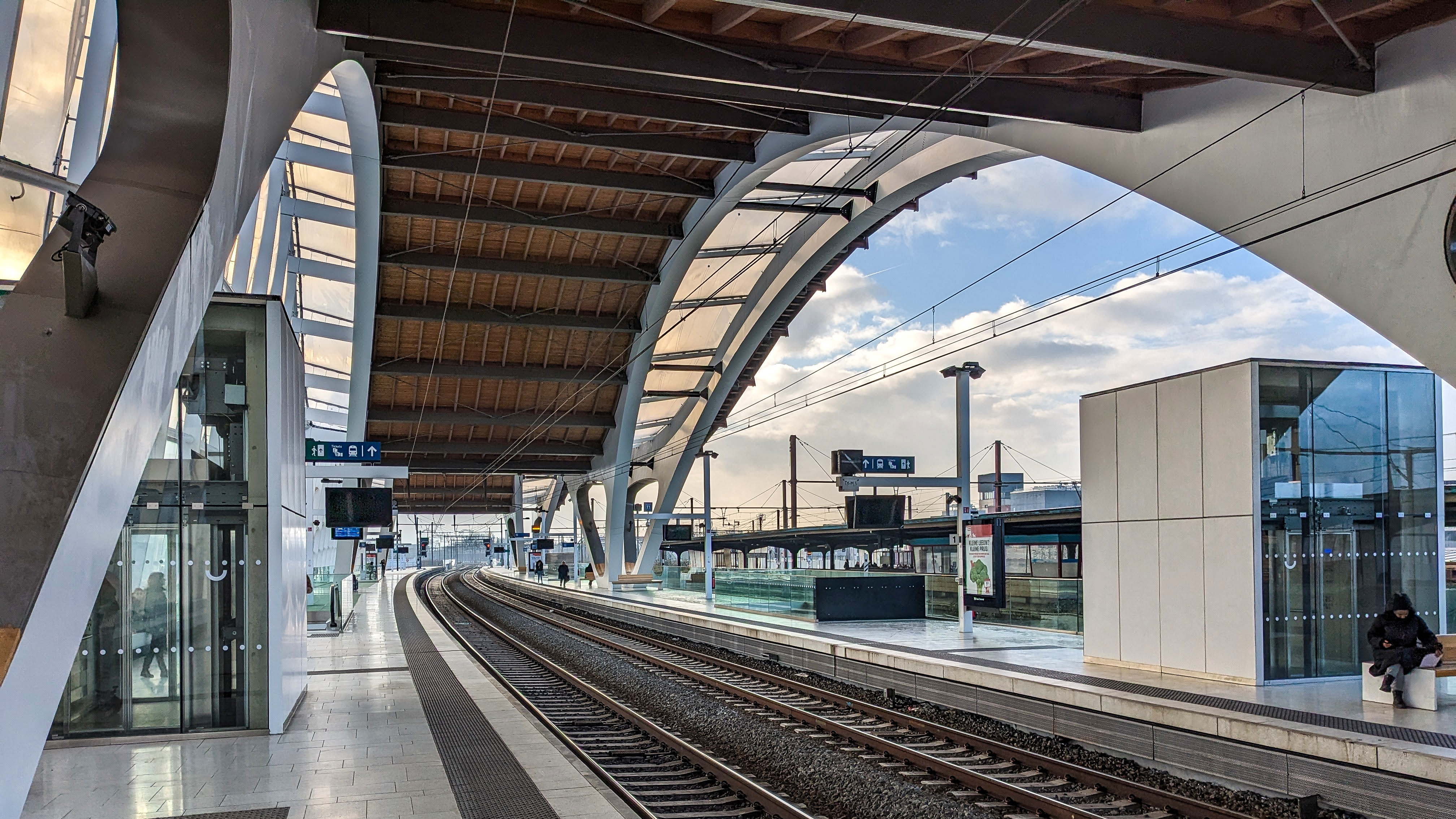
In maart 2023
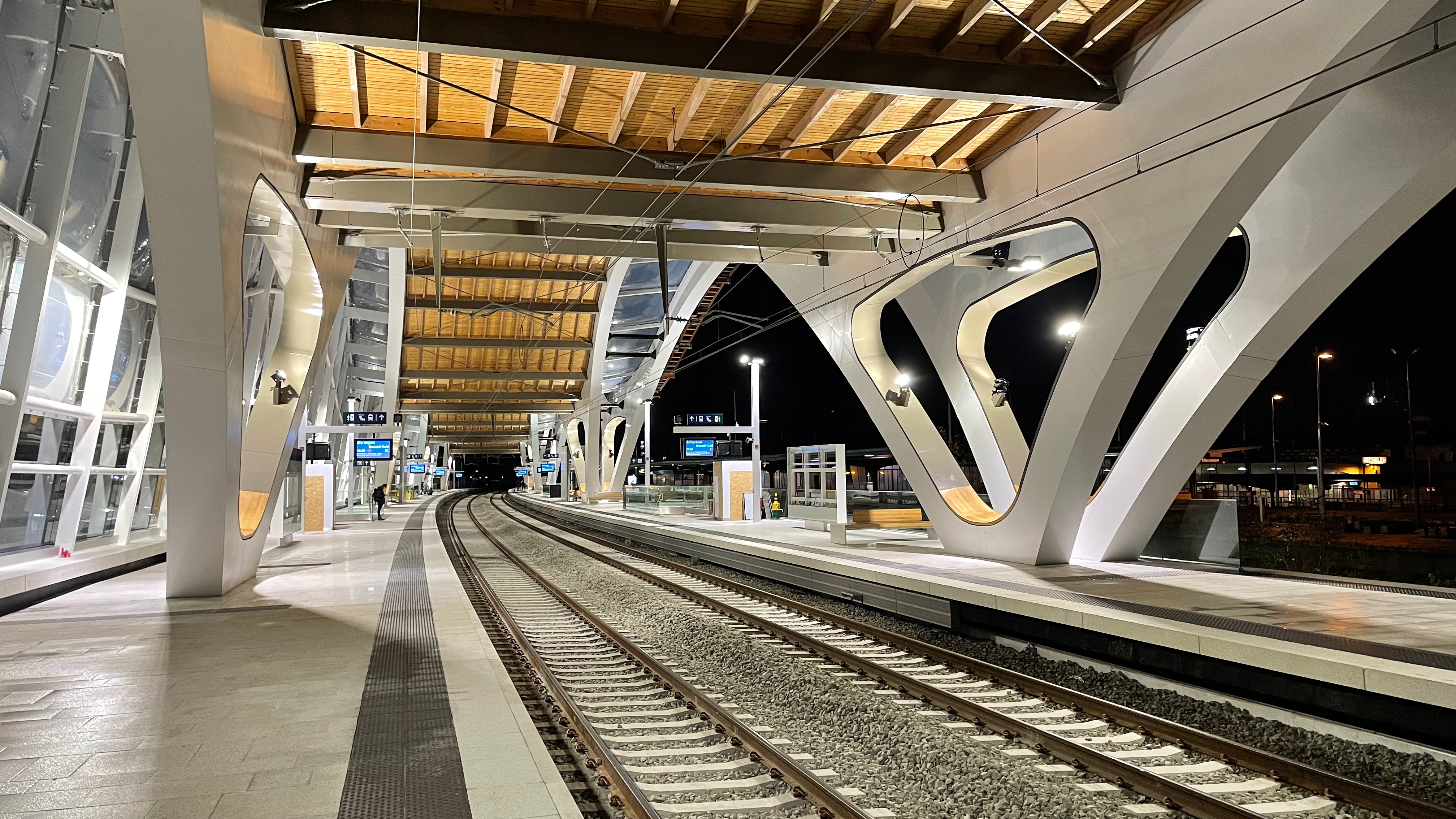
Perrons 11 en 12
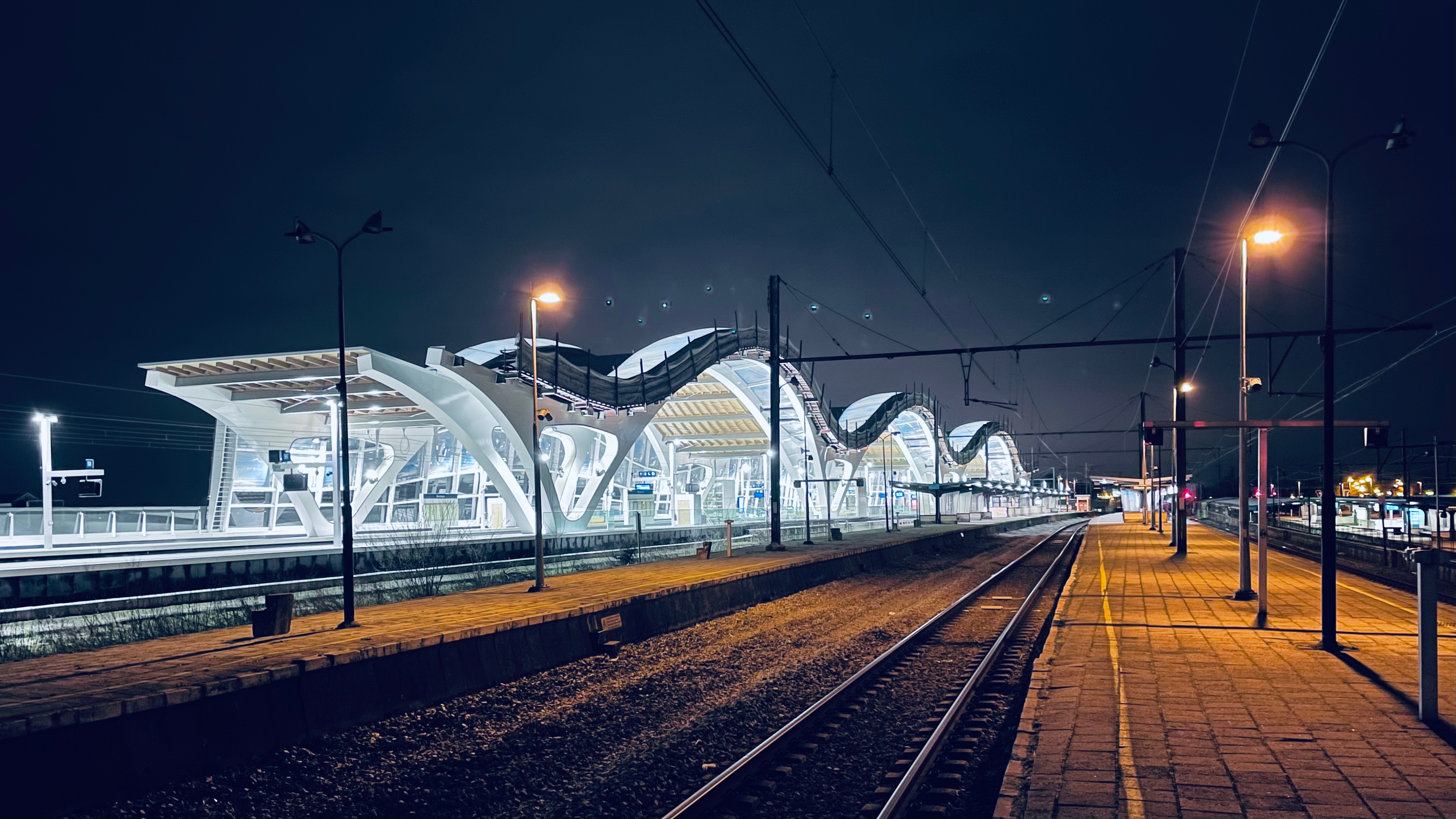
Het station 's nachts
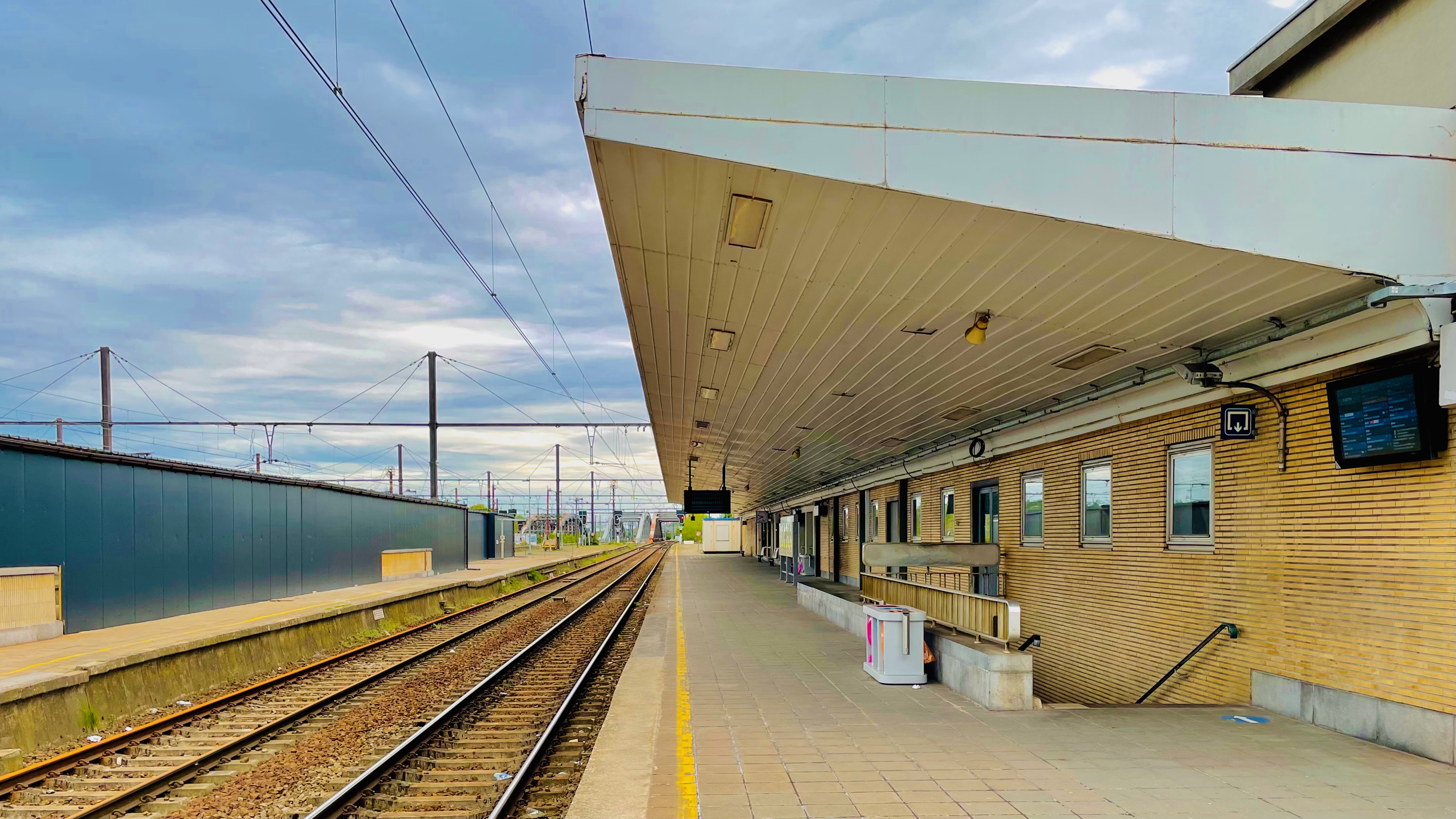
Gezicht op perron 1
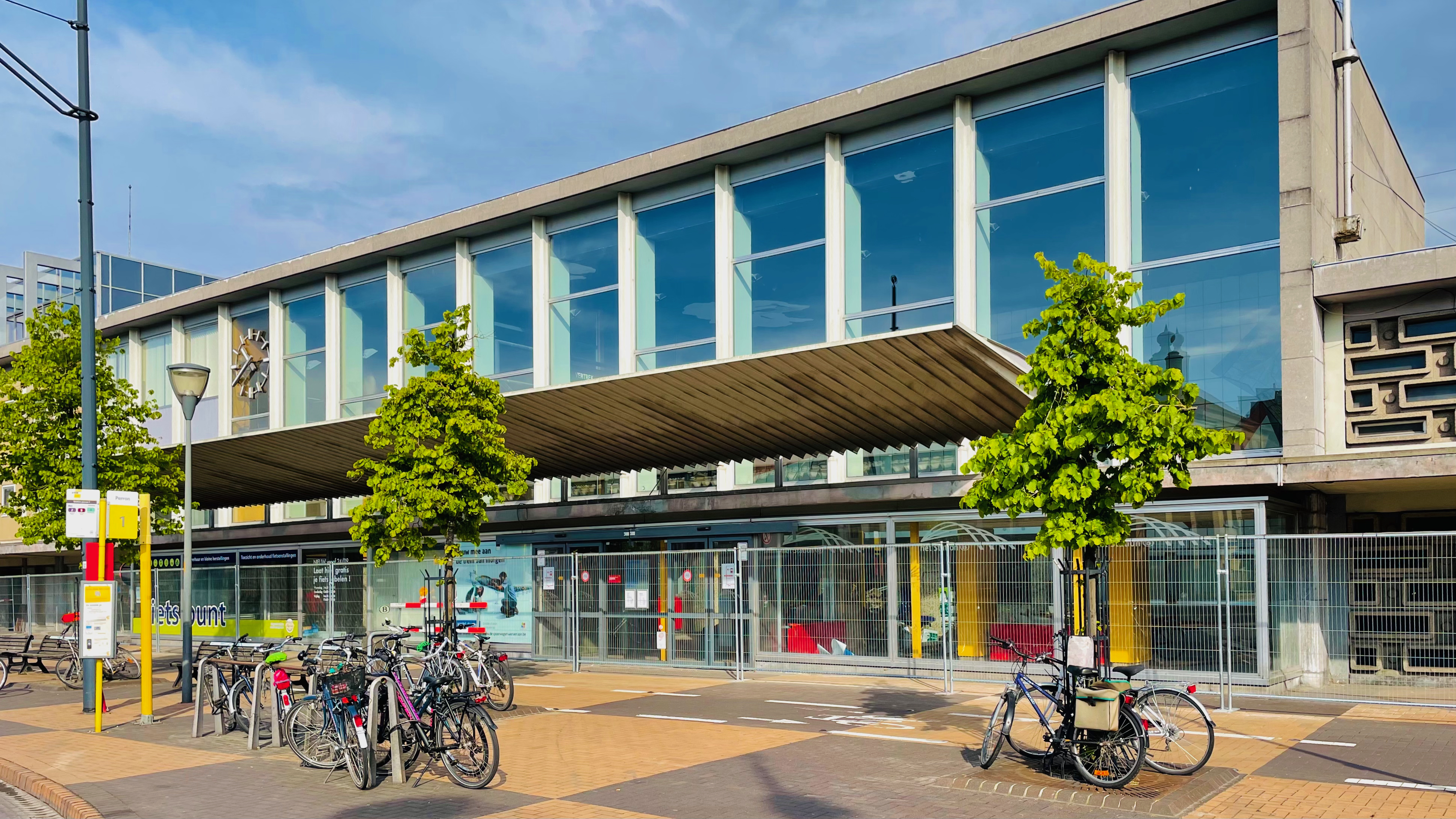
Voormalige stationsgebouw

## Reizigerstellingen
De grafiek en tabel geven het gemiddeld aantal instappende reizigers weer op een week-, zater- en zondag.
| Tabel: aantal instappende reizigers station Mechelen | Tabel: aantal instappende reizigers station Mechelen | Tabel: aantal instappende reizigers station Mechelen | Tabel: aantal instappende reizigers station Mechelen |
|                                                      | Weekdag                                              | Zaterdag                                             | Zondag                                               |
| ---------------------------------------------------- | ---------------------------------------------------- | ---------------------------------------------------- | ---------------------------------------------------- |
| 1977                                                 | 15 985                                               | 3 679                                                | 3 388                                                |
| 1978                                                 | 16 977                                               | 3 545                                                | 3 333                                                |
| 1979                                                 | 16 308                                               | 3 539                                                | 3 925                                                |
| 1980                                                 | 17 715                                               | 3 338                                                | 3 931                                                |
| 1981                                                 | 18 365                                               | 3 920                                                | 4 301                                                |
| 1982                                                 | 18 825                                               | 3 703                                                | 2 894                                                |
| 1983                                                 | 20 459                                               | 2 984                                                | 3 546                                                |
| 1984                                                 | 20 902                                               | 3 317                                                | 3 506                                                |
| 1985                                                 | 19 199                                               | 3 929                                                | 4 427                                                |
| 1986                                                 | 21 971                                               | 3 591                                                | 3 637                                                |
| 1987                                                 | 19 002                                               | 3 712                                                | 4 551                                                |
| 1988                                                 | 17 344                                               | 3 608                                                | 3 780                                                |
| 1989                                                 | 19 687                                               | 3 189                                                | 4 337                                                |
| 1990                                                 | 19 853                                               | 3 289                                                | 3 567                                                |
| 1991                                                 | 19 196                                               | 3 653                                                | 3 632                                                |
| 1992                                                 | 19 537                                               | 3 685                                                | 3 968                                                |
| 1993                                                 | 16 055                                               | 3 848                                                | 3 826                                                |
| 1994                                                 | 19 907                                               | 4 054                                                | 2 635                                                |
| 1995                                                 | 20 461                                               | 3 947                                                | 4 101                                                |
| 1996                                                 | 18 731                                               | 4 347                                                | 5 130                                                |
| 1997                                                 | 17 343                                               | 4 060                                                | 3 460                                                |
| 1998                                                 | 18 620                                               | 3 921                                                | 3 388                                                |
| 1999                                                 | 17 243                                               | 4 152                                                | 3 170                                                |
| 2000                                                 | 16 063                                               | 4 477                                                | 4 526                                                |
| 2001                                                 | 16 317                                               | 4 568                                                | 3 340                                                |
| 2002                                                 | 17 866                                               | 4 410                                                | 3 866                                                |
| 2003                                                 | 16 800                                               | 4 500                                                | 3 486                                                |
| 2004                                                 | 17 334                                               | 4 846                                                | 4 377                                                |
| 2005                                                 | 19 631                                               | 5 775                                                | 5 058                                                |
| 2006                                                 | 21 345                                               | 5 963                                                | 5 112                                                |
| 2007                                                 | 20 991                                               | 5 038                                                | 5 890                                                |
| 2008                                                 | -                                                    | -                                                    | -                                                    |
| 2009                                                 | 20 202                                               | 7 663                                                | 6 509                                                |
| 2010                                                 | -                                                    | -                                                    | -                                                    |
| 2011                                                 | -                                                    | -                                                    | -                                                    |
| 2012                                                 | 22 980                                               | 6 148                                                | 6 884                                                |
| 2013                                                 | 18 612                                               | 6 458                                                | 5 760                                                |
| 2014                                                 | 18 593                                               | 6 425                                                | 6 464                                                |
| 2015                                                 | 18 945                                               | 5 766                                                | 5 702                                                |
| 2016                                                 | 18 703                                               | 6 169                                                | 6 928                                                |
| 2017                                                 | 20 886                                               | 8 161                                                | 6 868                                                |
| 2018                                                 | 19 457                                               | 8 021                                                | 6 845                                                |
| 2019                                                 | 21 616                                               | 10 321                                               | 9 731                                                |
| 2020                                                 | 10 731                                               | 5 669                                                | 4 522                                                |
| 2021                                                 | -                                                    | -                                                    | -                                                    |
| 2022                                                 | 19 957                                               | 8 375                                                | 6 730                                                |
| 2023                                                 | 19 450                                               | 9 566                                                | 8 768                                                |
| 2024                                                 | 19 197                                               | 7 5422                                               | 5 969                                                |